# ويليام ريكس كروفورد
وليام ريكس كروفورد (بالإنجليزية: William R. Crawford Jr.) (1928 - 4 أغسطس 2002) كان سفيرا للولايات المتحدة في اليمن وقبرص وخدم في السلك الدبلوماسي للولايات المتحدة لمدة 30 عاما. ولد في فيلادلفيا وعاش في الخارج لعدة سنوات خلال طفولته بسبب وظيفة والده. بعد تخرجه من جامعة هارفارد وجامعة بنسلفانيا، التحق بالسلك الدبلوماسي، حيث شغل العديد من المناصب العليا بما في ذلك منصب سفير بين عامي 1972 و1978 حتى تقاعده.